# Elizabeth Scotty
Elizabeth Scotty (Annapolis, 12 juli 2001) is een voormalig tennisspeelster uit de Verenigde Staten van Amerika. Zij was actief in het internationale tennis van 2015 tot en met 2021.

## Loopbaan
Scotty won met Makenna Jones de NCAA doubles waarmee zij een wildcard kregen voor het WTA-toernooi van San Jose 2021. Ook voor het US Open 2021 kregen zij samen een wildcard, waarmee Scotty haar eerste grandslamtoernooi speelde.

## Posities op deWTA-ranglijst
Positie per einde seizoen:
| jaar | rang enkelspel | rang dubbelspel |
| ---- | -------------- | --------------- |
| 2021 | 1364           | 1348            |

## Resultaten grandslamtoernooien
| Legenda | Legenda                          |
| ------- | -------------------------------- |
| g.t.    | geen toernooi gehouden           |
| l.c.    | lagere categorie                 |
| –       | niet deelgenomen                 |
| G       | uitgeschakeld in de groepsfase   |
| 1R      | uitgeschakeld in de eerste ronde |
| 2R      | uitgeschakeld in de tweede ronde |
| 3R      | uitgeschakeld in de derde ronde  |
| 4R      | uitgeschakeld in de vierde ronde |
| KF      | uitgeschakeld in de kwartfinale  |
| HF      | uitgeschakeld in de halve finale |
| F       | de finale verloren               |
| W       | het toernooi gewonnen            |
| w-v     | winst/verlies-balans             |

### Enkelspel
geen deelname

### Vrouwendubbelspel
| toernooi        | 2021 |
| --------------- | ---- |
| Australian Open | –    |
| Roland Garros   | –    |
| Wimbledon       | –    |
| US Open         | 1R   |